# Bård Nesteng
Bård Magnus Nesteng (* 14. Mai 1979 in Fredrikstad) ist ein norwegischer Bogenschütze. Er nahm zwischen 2000 und 2016 insgesamt dreimal für Norwegen an den Olympischen Spielen teil und ist Mitglied des norwegischen Bogenschützenvereins Fredrikstad Bueskyttere.

## Karriere
Im Jahr 1997 nahm er an den Weltmeisterschaften im Bogenschießen im kanadischen Viktoria teil und bildete dort gemeinsam mit Martinus Grov und H. Håkonsen das norwegische Team, welches beim Team-Wettbewerb (Olympischer Bogen) an den Start ging. Das norwegische Trio siegte sich bis in das Finale und traf dort auf das favorisierte Trio aus Südkorea um Kim Kyung-Ho, Jang Yong-Ho und Kim Bo-Ram. Dem Trio unterlagen die Norweger und konnten mit der Silbermedaille die erste norwegische Medaille bei den Weltmeisterschaften im Bogenschießen gewinnen.
Im Jahr 2000 qualifizierte er sich erstmals für die Olympischen Spiele und wurde vom Norges idrettsforbund für die Olympischen Spiele 2000 in Sydney nominiert. Nachdem er im Einzel in der Platzierungsrunde als bester Norweger den 45. Platz belegte, traf er in der ersten Runde der Eliminierungsphase auf den Niederländer Henk Vogels, welchen er mit 158:149 besiegte. In der zweiten Runde unterlag er dem Franzosen Sébastien Flute mit 160:148 und schied damit aus. Gemeinsam mit Lars Erik Humlekjær und Martinus Grov bildete er das norwegische Team, welches beim Teamwettbewerb an den Start ging. In der Platzierungsrunde belegte das Trio nur den 14. und letzten Platz. In der ersten Runde der Eliminationsphase schieden sie mit 241:246 gegen das kasachische Team aus.
Nachdem er sich sowohl 2004 als auch 2008 nicht für die Olympischen Spiele qualifizierte, qualifizierte er sich vier Jahre später als einziger norwegischer Bogenschütze für die Olympischen Spiele 2012 in London und konnte damit auch nur im Einzelwettbewerb an den Start gehen. Im Vergleich zu seinem ersten olympischen Wettbewerb konnte er sich in der Platzierungsrunde steigern und belegte den 21. Platz. Damit traf er in der ersten Runde der Eliminierungsphase auf den schlechter platzierten Japaner Hideki Kikuchi und qualifizierte sich durch den 6:5-Sieg für die nächste Runde. Durch den 6:2-Sieg gegen Jacob Wukie aus den USA zog er in das Achtelfinale ein, wo er auf Takaharu Furukawa traf. Durch die 2:6-Niederlage gegen den Japaner schied er aus dem Wettbewerb aus.
Im Jahr 2015 durfte er an den erstmals ausgetragenen Europaspielen teilnehmen. Bei den Europaspielen 2015 in Baku startete er im Einzel, im Teamwettbewerb und im Mixed-Teamwettbewerb. Im Einzelwettbewerb belegte er in der Platzierungsrunde als bester Norweger den 26. Platz, so dass er in der ersten Runde der Eliminationsphase auf den schlechter platzierten Slowenen Rok Bizjak traf. Mit 6:0 zog er in die zweite Runde ein, wo er auf den Weißrussen Anton Prylepau. Gegen den Weißrussen verlor er mit 0:6 und schied aus dem Wettbewerb aus. Das norwegische Männerteam bildete er gemeinsam mit Christoffer Furnes und Paul Andre Hagen. Nachdem sie in der Platzierungsrunde den 11. Platz belegten, trafen sie im Achtelfinale der Eliminationsphase auf das deutsche Team und unterlagen mit 1:5. Im Mixed-Teamwettbewerb überstand Line Blomen Ridderstrom und er als 23. nicht die Platzierungsphase.
Zum dritten Mal qualifizierte er sich im Jahr 2016 für die Olympischen Spiele. Bei den Olympischen Spielen in Rio de Janeiro trat er erneut als einziger norwegischer Bogenschütze im Einzelwettbewerb an. Nachdem er in der Platzierungsrunde den 26. Platz belegt hatte, traf er in der ersten Runde der Eliminierungsphase auf Yu Guan-lin aus dem Chinesischen Taipeh. Durch den 6:5-Sieg zog er in die zweite Runde ein und traf dort auf Takaharu Furukawa. Wie vor vier Jahren musste er sich dem Japaner geschlagen geben und schied aus dem Wettbewerb aus.